# Christine von Hessen-Kassel
Christine von Hessen-Kassel (* 19. Oktober 1578 in Kassel; † 19. August 1658 ebenda) war eine Prinzessin von Hessen-Kassel und durch Heirat Herzogin von Sachsen-Eisenach.

## Leben
Christine war eine Tochter des Landgrafen Wilhelm IV. von Hessen-Kassel (1532–1592) aus dessen Ehe mit Sabina (1549–1581), Tochter des Herzogs Christoph von Württemberg.
Sie heiratete am 14. Mai 1598 in Rotenburg Herzog Johann Ernst von Sachsen-Eisenach. Aus Anlass der Vermählung verfasste Jacob Thysius ein besonderes Epithalamium. Da ihr Vater bereits gestorben war, hatte ihr Bruder Moritz seine Schwester für die Hochzeit ausstatten müssen. Die Mitgift wurde so lange zurückgehalten, bis Christines Wittum ausgehandelt war. In Christines Ehevertrag war deren Verzichtserklärung, neben dem väterlichen, mütterlichen und brüderlichen Erbe, erstmals auch auf das vetterliche Erbe ausgeweitet worden.
Die als gelehrt und fromm beschriebene Christine hatte auf Grund der Eheschließung dem calvinistischen Glauben abschwören müssen, gegen den der lutherische Johann Ernst in seinem Land vorging. Christines Ehe blieb kinderlos. Sie überlebte ihren Mann um 20 Jahre und zeichnete sich durch Stiftungen aus. Christine war außerordentlich bewandert in Mathematik, Geschichte, Astronomie, Astrologie und Nativitätstellerei. Wegen fortschreitender Taubheit musste sie im Alter von einem Hörrohr Gebrauch machen. Sie hinterließ 6.000 Gulden zum Zwecke von Stipendien und der Linderung der Armut.
Christine wurde in der Fürstengruft der St. Georgenkirche von Eisenach bestattet.